# Plac Sergela
Plac Sergela (szw. Sergels torg) - plac znajdujący się w centrum Sztokholmu, stolicy Szwecji. Nazwany jest na cześć Johana Tobiasa Sergela - XVIII-wiecznego szwedzkiego rzeźbiarza. 
W latach 30. XX wieku zaplanowano przebudowę centrum Sztokholmu, przedłużając Sveavägen do placu Gustawa Adolfa. Zrezygnowano z tych planów w 1945 roku i postanowiono zakończyć ulicę przy skrzyżowaniu Klarabergsgatan i Hamngatan. W 1957 przedstawiono projekt dwupoziomowego placu, którego niższy poziom miał służyć pieszym, a wyższy pojazdom. Plan zrealizowano w 1960 roku. 
W 1972 pośrodku placu wzniesiono obelisk - Kryształowy Pionowy Akcent w Szkle i Stali (Kristallvertikalaccent) autorstwa Edvina Öhrströma.
Przy placu znajduje się Kulturhuset.